# Serial Line Internet Protocol
Het Serial Line Internet Protocol (SLIP) is een Internet Protocol, bedoeld om gegevensoverdracht over seriële poorten en modemverbindingen mogelijk te maken. Het wordt beschreven in RFC 1055.
In de PC-wereld is SLIP grotendeels vervangen door het Point-to-Point Protocol (PPP), omdat dit meer mogelijkheden biedt en omdat hiervoor de IP adres-configuratie niet hoeft te worden ingesteld om verbinding te maken. Op microcontrollers en op de meeste Berkeley UNIX-gebaseerde systemen is SLIP daarentegen vanwege de geringe complexiteit van het protocol nog steeds de meest gebruikelijke manier om IP-pakketten te verzenden.
SLIP voegt een "SLIP END"-karakter toe aan het standaard Internet datagram, dat ervoor zorgt dat de pakketten onderscheiden kunnen worden. SLIP maakt gebruik van een poortconfiguratie met 8 data bits, geen pariteitsbit en hardware flow control. SLIP zorgt niet voor foutdetectie, hiervoor maakt het gebruik van protocollen in hogere communicatielagen. Wanneer SLIP gebruikt wordt over een foutgevoelige inbelverbinding, zal met enkel SLIP geen goede verbinding tot stand kunnen worden gebracht.
De versie van SLIP met header-compressie wordt CSLIP (Compressed SLIP) genoemd.
Het Parallel Line Internet Protocol (PLIP) is vergelijkbaar met SLIP, maar hierbij wordt gebruikgemaakt van een hogere bandbreedte over de parallelle poort. Hier staat  een zwaardere belasting van de CPU tegenover.
Zowel SLIP als PLIP worden steeds meer vervangen door netwerktechnologieën zoals thuisnetwerken en door andere soorten van peer-to-peer verbindingen, zoals USB (met behulp van een speciale "host-to-host" kabel) en het uitgebreidere, maar duurdere IEEE1394 (ook wel FireWire). 
Historisch gezien is SLIP belangrijk voor de vroege groei van het World Wide Web, toen men door gebruik van bestaande PC's met een modem en de installatie van een TCP/IP-stack het internet op kon middels de opkomende internetproviders zoals XS4ALL in Nederland.